# Anghel Iordănescu
Anghel Iordănescu (Iaşi, 4 de maig de 1950) és un major general romanès que va jugar com a futbolista, i després va entrenar, a l'Steaua de Bucarest (llavors l'equip del Ministeri de Defensa romanès). Va ser un davanter molt intel·ligent i tècnic, que va jugar a Romania només per l'Steaua de Bucarest (va jugar també dos anys a Grècia, per al OFI Creta). Va jugar 64 partits en la Selecció de futbol de Romania, marcant 26 gols.
El 1986 va guanyar la Copa d'Europa amb l'Steaua com a jugador i segon entrenador. Com a entrenador del Steaua va arribar a la final de la Copa d'Europa de 1989, perdent davant l'AC Milan. Iordănescu també va ser entrenador de la selecció de futbol de Romania que va arribar als quarts de final de la Copa Mundial de futbol de 1994.
El 2007 Anghel Iordănescu va decidir deixar el futbol per dedicar-se a la política, actualment és senador al Parlament de Romania, representant del PSD. En 2014 va tornar a les banquetes i es va fer càrrec de la selecció de futbol de Romania per tercera vegada, càrrec que va ocupar fins al Campionat d'Europa de futbol 2016.